# Gnopharmia colchidaria
Gnopharmia colchidaria là một loài bướm đêm trong họ Geometridae.